# EXPV 2
『EXPV 2』（イーエックスピーブイ ツー）は、EXILEの2枚目のミュージック・ビデオ集である。2003年3月5日にrhythm zoneから発売。2006年3月1日に再発。

## 概要
ライブ映像は2002年12月6日に赤坂BLITZで行われたもの。

## 収録曲
1. J Soul Brothers
2. song for you
3. D.T.B. (Live)
4. Cross 〜never say die〜
5. Style (Live)
6. Kiss you
7. Fly Away (Live)
8. We Will 〜あの場所で〜
9. Bonus Pictures